# Gheorghe Lichiardopol
Gheorghe Lichiardopol (n. 2 august 1913, București, România – d. 1991, Craiova, România) a fost un trăgător de tir, laureat cu medalia de bronz la Helsinki 1952 și la Melbourne 1956. 
A practicat mai multe sporturi, printre care înotul, unde în liceu a fost campion național de juniori, schiul, unde a fost campion universitar, rugby-ul, pe care l-a practicat în timpul facultății, și vânătoarea. După împlinirea vârstei de 32 de ani, s-a dedicat tirului sportiv.

## Distincții
- Ordinul Muncii clasa a II-a (19 noiembrie 1952) pentru rezultatele obținute la Jocurile Olimpice de vară de la Helsinski[3]
- Ordinul Muncii clasa a III-a (18 decembrie 1956) „pentru merite deosebite in pregătire și pentru rezultatele obținute la cea de a XVI-a ediție a jocurilor olimpice care au avut loc la Melbourne”[4]